# Музей соціалістичного побуту (Казань)

Музей соціалістичного побуту — музейний заклад у місті Казань, створений з ініціативи фотографа і дизайнера Рустема Валіахметова.

## Передісторія і приміщення
Буремні 1990-і роки стали межею, коли політико-економічна криза в СРСР досягла власного кінця і закінчилась розвалом Радянського Роюзу. Разом із тоталітарною системою у минуле почали стрімко відходити і ознаки соціалістичного побуту людей в різних республіках.
Стрімкі зміни в побуті були ознакою змін зовнішніх. Порожнечу в ідеології почали заповнювати дешеві зразки масової культури. Чимала кількість колишніх промислових чи побутових речей стрімко знищувалась чи зникала (саморобні меблі і одяг, радянські дитячі іграшки і шкільні підручники, назви магазинів і кінотеатрів тощо).
Історичну вартість зникаючих побутових речей оцінив фотограф і дизайнер Рустем Валіахметов, скориставшись доступністю речей, що втрачали товарну привабливість. Вважають, що в 1990-і роки розпочалось головне формування колекцій соціалістичних артефактів. Їх розмістили в приватній квартирі, де переважала соціалістична атрибутика. Згодом до квартири приєднали підвали, котрі перетворили на фото-дизайн студію Валіахметова і невеликий творчий майданчик для місцевих художників і музикантів. Вся діяльність закладу пройшла етапи від андеграунду до створення своєрідного музею, відкритого для всіх. Відтоді розпочалися цілеспрямовані дії по збору, вивозу і вивченню тематичних артефактів. Створенню музею сприяла і мерія міста Казань, мер міста надав нове приміщення.
Музей облаштовано в колишній комунальній квартирі часів Радянського Союзу — на 20 мешканців майже в історичному центрі Казані. Це цегляний будинок побудови середини 19 століття з радянським реманентом освітлення і опалення — цегляні стіни, монотонне фарбування, радянська електрика, чавунні батареї тощо. Вони теж експонати музею.

## Феномен соціалістичного побуту
Мета музейного закладу — дослідити феномен соціалістичного побуту — з його чергами в усі магазини, із сумками-авоськами і радіоприймачами, обожненням комуністичних лідерів і розчаруванням в них, піонертаборами, комуністичними зборами і демонстраціями. Але акцент зроблено на соціалістичному побуті, що відображено в назві.
В музей почали надходити музичні інструменти і незграбний спортивний інвентар СРСР, старовинні радіоприймачі і телевізори, оригінальний одяг і меморіальні речі, серед яких радянські меблі, старовинні фото, пісенники радянських років, грамплатівки, значки, поштівки, приватні щоденники тощо.
Серед експонатів музею — декілька флаконів з духами радянського виробництва — від лосьйона «Огуречный» до «Червоної Москви». Частка флаконів прибула в музей навіть з виробничими етикетками, їх не встигли розпакувати і використати.
Відкриття музею відбулось в кінці серпня 2011 року виставкою «Радянська школа». Експонати для виставки надали мешканці Казані.
В експозиції є кірзовий потрфель школяра, що ходив до школи ще до 1940 року. Екзотичним експонатом став і фанерний портфель 1950-х років. Кольорові і різноманітні портфелі почали виробляти в Білорусі за зразками з Польщі.
Цікавість у відвідувачів викликають і збережені настільні ігри та промислового виробництва прилади, котрі допомагали школярам отримати чи розвинути знання: «Майстерність мислення», « Чарівний екран», «Оціни вчинок» та «Цікаві спроби з електрики та магнетизму». В радянських школярах намагались розвинути інженерні здібності, тому були вироблені фахові комплекти з додачею слова «Юний» — «Юний годинникар», «Юний архітектор», «Юний автоконструктор». В створенні креслеників і малюнків мав допомогти комплект олівців з кодовою назвою «ЦАП — 12», їх випустило Міністерство приладобудування, систем автоматизації та систем управління СРСР. Кожний олівець комплекту мав навіть власну назву — «Дельфін», «Студент твердий» тощо.

## Адреса, часи роботи
Республіка Татарстан, м. Казань, вул. Університетська, 6
Ст. метро «Площадь Тукая», автобусы, троллейбусы до ост. «ТЦ Кольцо» или «Комбинат здоровья»
Часи роботи : 11.00-17.00